# 僧帽海膽屬
僧帽海膽屬（學名：Bothriocidaris）是海胆已灭绝的一個屬，為最早的一類海胆之一，其化石出土於北美洲、東歐與西歐，年代為距今4.57-4.43億年前的奥陶纪中晚期。本屬的學名Bothriocidaris意指「溝渠」，模式种為僧帽海胆（Bothriocidaris globulus），可長至6英吋（約15公分），可能以浮游生物為食。

## 物種
以下為僧帽海膽屬已被描述的化石物種：
- B. globulus Eichwald, 1860：奧陶紀晚期，出土於愛沙尼亞
- B. maquketensis Kolate, Strimple & Levorson, 1977：地層為奧陶紀晚期辛辛那提統（Cincinnati series），出土於美國愛荷華州
- B. eichwaldi Mannil, 1962：地層為奧陶紀晚期卡拉多克统（Caradoc Series），出土於愛沙尼亞
- B. parvus Mannil, 1962：地層為卡拉多克统，出土於愛沙尼亞
- B. pahleni Schmidt, 1874：地層為卡拉多克统，出土於愛沙尼亞
- B. kolatai Kier, 1982：地層為奧陶紀中期布洛米德組（英语：Bromide Formation），出土於美國
- B. solemi Kolata, 1975：地層為卡拉多克统，出土於美國
- B. vulcani Guensburg, 1984：地層為卡拉多克统，出土於美國